# Brasiliomyces cyclobalanopsidis
Brasiliomyces cyclobalanopsidis är en svampart som beskrevs av K.C. Kuo, W.H. Hsieh & L.S. Leu 1992. Brasiliomyces cyclobalanopsidis ingår i släktet Brasiliomyces och familjen Erysiphaceae.   Inga underarter finns listade i Catalogue of Life.